# Brakfesten
Brakfesten (originaltitel: La Grande Bouffe) är en fransk-italiensk svart dramakomedifilm från 1973 i regi av Marco Ferreri.

## Handling
Fyra framgångsrika vänner stänger in sig i en villa i Paris, där de ska begå kollektivt självmord genom att hämningslöst äta ihjäl sig. Några prostituerade har de med sig också.

## Medverkande (i urval)
| Marcello Mastroianni | – Marcello  |
| Ugo Tognazzi         | – Ugo       |
| Michel Piccoli       | – Michel    |
| Philippe Noiret      | – Philippe  |
| Andréa Ferréol       | – Andrea    |
| Solange Blondeau     | – Danielle  |
| Florence Giorgetti   | – Anne      |
| Michèle Alexandre    | – Nicole    |
| Monique Chaumette    | – Madeleine |
| Henri Piccoli        | – Hector    |